# Fúria silenciosa
Fúria silenciosa (títol original: Silent Rage), és una pel·lícula d'acció i terror nord-americà dirigida per Michael Miller i protagonitzada per Chuck Norris i Ron Silver.
Ha estat doblada al català.

## Argument
A l'hospital d'una petita ciutat, tres malvats metges experimenten amb un pacient amb la intenció d'aconseguir la autorregeneració. El pacient aconsegueix guarir-se les ferides automàticament, però també muta cap a un psicòpata criminal. Sent gairebé indestructible, escapa de l'hospital i comença una ona de terror. El xèrif local intentarà destruir-lo, però s'enfronta a un ésser invencible.

## Repartiment
- Chuck Norris: Xèrif Dan Stevens
- Ron Silver: Dr. Tom Halman
- Steven Keats: Dr. Philip Spires
- Toni Kalem: Alison Halman
- William Finley: Dr. Paul Vaughn
- Brian Libby: John Kirby
- Stephen Furst: Charlie
- Stephanie Dunnam: Nancy Halman